# Museu Municipal de Belas Artes Juan B. Castagnino

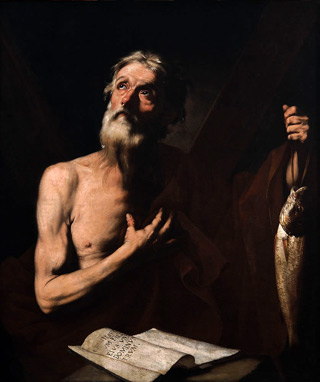
Santo André, padroeiro dos pescadores (1634), de José de Ribera. Um dos destaques do acervo do museu.

O Museu Municipal de Belas Artes Juan B. Castagnino (em espanhol, Museo Municipal de Bellas Artes Juan B. Castagnino) é um museu de arte localizado na cidade de Rosário, província de Santa Fé, na Argentina. É um importante centro cultural do interior do país e conserva um dos mais relevantes patrimônios artísticos nacionais, com aproximadamente 3 000 obras de artistas argentinos e europeus, datados do século XV em diante. Oficialmente inaugurado em 1937, é o continuador do extinto Museu Municipal de Belas Artes de Rosário, fundado em 1920. É mantido por uma parceria entre a municipalidade de Rosário e a Fundação Castagnino.
Seu edifício-sede, desenhado pelos arquitetos Hernández Larguía e Juan Manuel Newton, foi a primeira edificação argentina projetada para abrigar um museu. Sua construção ocorreu por iniciativa de Rosa Tiscornia de Castagnino, que doou o edifício à cidade de Rosário em memória do filho, o pintor, crítico de arte e colecionador Juan Bautista Castagnino, de quem o museu empresta o nome. Possui biblioteca especializada em artes visuais, auditório e mantém programa educativo e atividades culturais permanentes.

## Histórico
Durante a segunda metade do século XIX, a prática do colecionismo na Argentina foi fortemente incentivada em função da prosperidade econômica do país, constituindo-se em um fator fundamental para o futuro crescimento do patrimônio museológico desta nação e para o perfil das coleções públicas formadas no fim desse século e ao longo do século XX. Após a inauguração do Museu Nacional de Belas Artes de Buenos Aires, em 1895, surgiram vários museus no interior do país, todos eles constituídos, em maior ou menor medida, com o apoio de doações particulares.
Em Rosário, o fomento às atividades artísticas e culturais, despertado após uma visita do então presidente Roque Sáenz Peña à cidade, ficaria a cargo de um agrupamento denominado El Círculo. Desde 1912, os membros do agrupamento promoviam concertos, conferências e exposições e, em 1913, organizariam o primeiro salão de belas artes da cidade, instituído com o nome de "Salão de Outono" a partir de 1917. Nesse mesmo ano, é criada a Comissão Municipal de Belas Artes, presidida por Fermín Lejarza, visando a futura criação de um museu. Em 15 de janeiro de 1920, a municipalidade inaugurou seu Museu de Belas Artes. Embora juridicamente instituído como um museu público, seu acervo artístico seria formado com base em doações dos integrantes do El Círculo, que contribuiriam permanentemente com o crescimento da coleção.

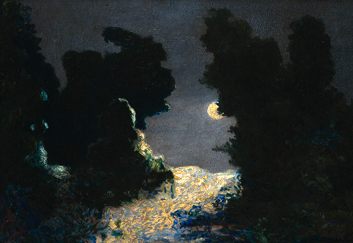
Noturno (1909), de Martín Malharro. Doação póstuma ao museu de Juan Bautista Castagnino.

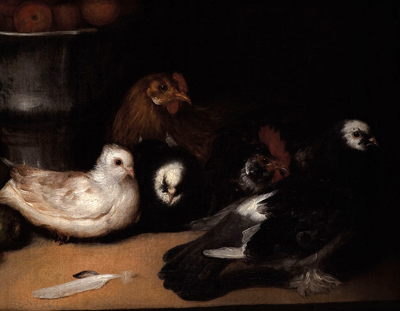
Pombas e galos, sem data, atribuído a Francisco de Goya. Doação da família Castagnino.

Juan Bautista Castagnino, pintor, crítico de arte, colecionador e membro do El Círculo, seria um dos seus colaboradores. Em 1926, um ano após sua morte prematura, 26 pinturas de sua coleção foram doadas ao museu. A doação póstuma permitiu à instituição angariar obras de artistas argentinos de reputação já estabelecida na década de 1920, como Fernando Fader, Alfredo Guido, Italo Botti e Martín Malharro. As aquisições ocorridas no âmbito dos "Salões de Outono" também ajudaram a expandir o acervo, ao mesmo tempo em que incentivaram os movimentos de vanguarda. Paralelamente, as exposições temporárias de artistas renomados organizadas pelo museu já em seus primeiros anos de existência o estabeleceriam como centro museológico de primeira ordem no interior do país.
Na década de 1930, o retorno a Rosário de artistas plásticos formados ou acostumados ao contexto cultural europeu modificaria sensivelmente o ambiente artístico da cidade. Tais mudanças se refletiram na formação do acervo do Museu Municipal de Belas Artes, que ao lado de obras de artistas influenciados pelo “nacionalismo pictórico” do começo do século XX (Fernando Fader), dos integrantes do Grupo Nexus (Quirós, Ripamonte), e dos paisagistas tradicionalistas dos anos 20 e 30, passou a colecionar obras de artistas que ajudariam a consolidar o movimento moderno na Argentina, como Lucio Fontana, Juan Grela, Anselmo Piccoli e Leónidas Gambartes - gerando fortes críticas de setores mais conservadores da cena artística rosarina.
No fim da década de 1930, o museu se tornaria um marco da museologia argentina, ao ser reinaugurado na primeira edificação construída neste país com o fim específico de abrigar um museu. A iniciativa de construir uma nova sede partiu de Rosa Tiscornia de Castagnino, que financiou o projeto do museu e sua construção e o doou à municipalidade em memória do filho, Juan Bautista Castagnino. O projeto, inspirado nos mais avançados conceitos museológicos da época, ficou a cargo dos arquitetos Hernández Larguía y Juan Manuel Newton.
Rebatizado Museu Municipal de Belas Artes Juan B. Castagnino, o museu foi oficialmente inaugurado em 7 de dezembro de 1937. O acervo do museu, constituído pelo patrimônio amealhado pela instituição anterior, desde sua fundação em 1920, foi enormemente enriquecido com a doação de um segundo lote de obras da família Castagnino: um núcleo de pinturas européias, com obras de El Greco, Francisco de Goya e José de Ribera, entre outros.
Na década seguinte, o avanço de idéias nacionalistas surgidas no contexto da Segunda Guerra Mundial causou interferências na linha progressista que caracterizava o museu desde sua primeira inauguração. Após sucessivas intervenções, o diretor do museu, Hernández Larguía, foi exonerado em 1946. Iniciou-se assim um período em que o museu se manteve afastado de importantes movimentos artísticos que surgiriam na Argentina no pós-guerra, como o Grupo Litoral, nos anos 50, e a vanguarda rosarina dos anos 60.
Nas últimas décadas, o museu buscou, por meio de parcerias com a Academia Nacional de Belas Artes e com a Fundação Antorchas, modernizar sua estrutura museológica e difundir o conhecimento sobre sua coleção, coordenando trabalhos de conservação, catalogação e pesquisa do acervo, reformando seu edifício e patrocinando trabalhos de historiografia da produção artística rosarina. Também buscou retomar o compromisso com a produção local e se reaproximar da arte contemporânea, criando a Coleção de Arte Contemporânea de Rosário. Em 2004, uma seleção de 300 obras dessa coleção foi transferida para o recém-inaugurado Museu de Arte Contemporânea de Rosário.

## O edifício
Concluído em 1936 e inaugurado no ano seguinte, o edifício-sede do museu está localizado no Parque da Independência, junto ao cruzamento do Boulevard Oroño e da Avenida Pellegrini, nas proximidades do centro de Rosário. Foi a primeira edificação da Argentina idealizada para abrigar um museu. O projeto dos arquitetos Hilarión Hernández Larguía y Juan Manuel Newton, em estilo racionalista, seguia os mais avançados padrões museológicos de sua época.
O edifício, de aproximadamente 3 000 metros quadrados de área construída, possui três andares, sendo dois dedicados às áreas administrativas, expositivas e de serviços e o subsolo destinado à reserva técnica. É composto por dois blocos unidos por uma escadaria, por onde se distribuem 31 salas de dimensões e alturas variadas, dispostas através de corredores circulares ao redor de pátios interiores, que permitem a iluminação natural indireta por meio de tetos falsos vidrados. É equipado com auditório, biblioteca e setor de restauração. O edifício é tombado pela municipalidade.

## Acervo

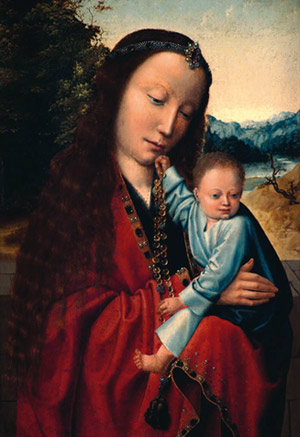
Virgem com o Menino Jesus, sem data, atribuído a Gerard David. Acervo do Museu Castagnino.

O Museu Municipal de Belas Artes Juan B. Castagnino possui um acervo composto por aproximadamente 3000 peças, formado por obras herdadas do antigo Museu de Belas Artes de Rosário, por aquisições feitas pelos governos municipal e provincial, por doações realizadas pela Fundação Castagnino e colecionadores particulares e pelos prêmios de aquisição conferidos em salões municipais e nacionais organizados pela instituição. Dessa forma, o museu logrou reunir ao longo de quase um século um dos patrimônios artísticos mais valiosos do país.
A coleção de arte argentina possui um conjunto significativo de pinturas e esculturas dos séculos XIX e XX. Destacam-se, entre outros, artistas como Eduardo Schiaffino, Eduardo Sívori, Martín Malharro, Fernando Fader, Ramón Silva, Miguel Carlos Victorica, Rogelio Yrurtia, Raquel Forner, Julio Le Parc, Lino Eneas Spilimbergo, Lucio Fontana, Emilio Pettoruti e Alfredo Guttero. São particularmente numerosas as obras de artistas rosarinos, como Antonio Berni, César Caggiano, Leónidas Gambartes e Anselmo Piccoli.
No núcleo referente às obras europeias, estão representadas as escolas italiana, espanhola, francesa, flamenga e holandesa. Destacam-se os painéis renascentistas e maneiristas atribuídos a Gerard David, Mabuse e Maarten van Heemskerck e telas de José de Ribera, Luca Giordano, Francesco Furini, Juan de Valdés Leal, Francisco de Goya, Henri Fantin-Latour, Antoine Vollon, Alfred Sisley e Charles-François Daubigny, entre outros. O museu conserva uma importante coleção de gravuras de Goya, onde se encontram exemplares das séries Los Caprichos, Los Desastres de la Guerra e Los disparates.

## Galeria

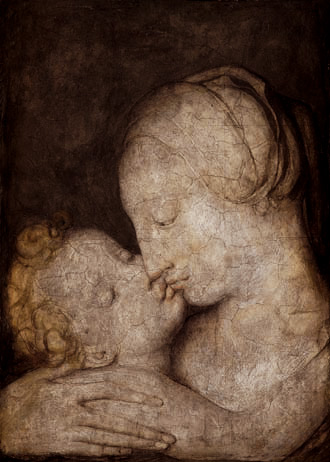
Pintor anônimo italiano. Virgem com o Menino Jesus, século XVI.
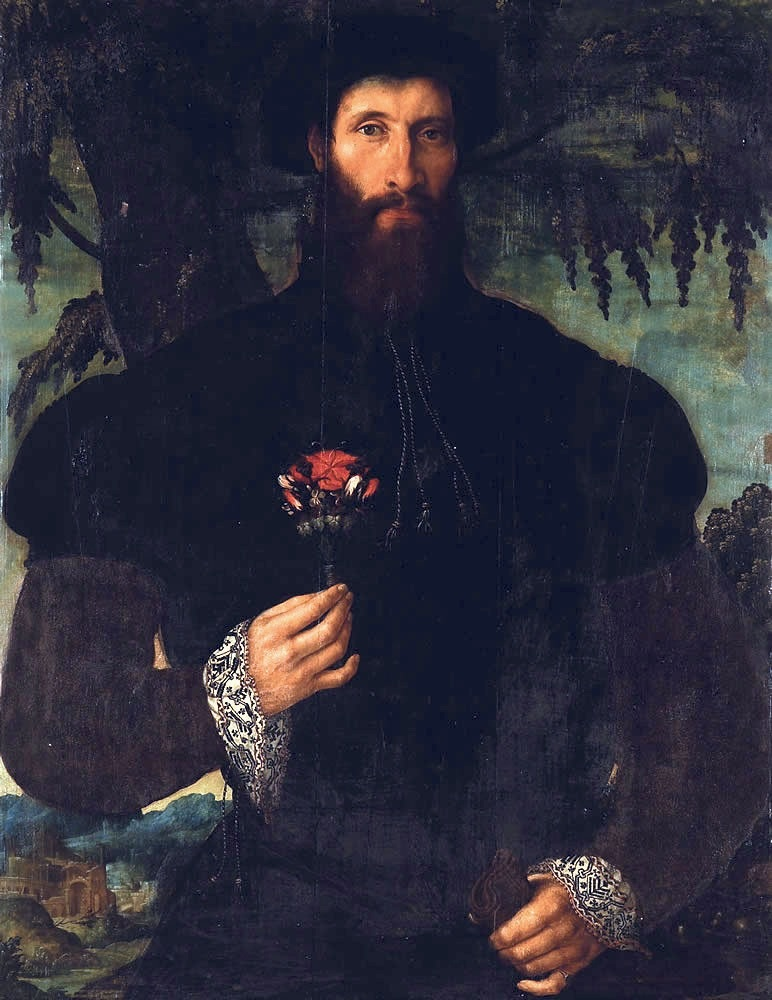
Maarten van Heemskerck (atribuição). Auto-retrato, século XVI.
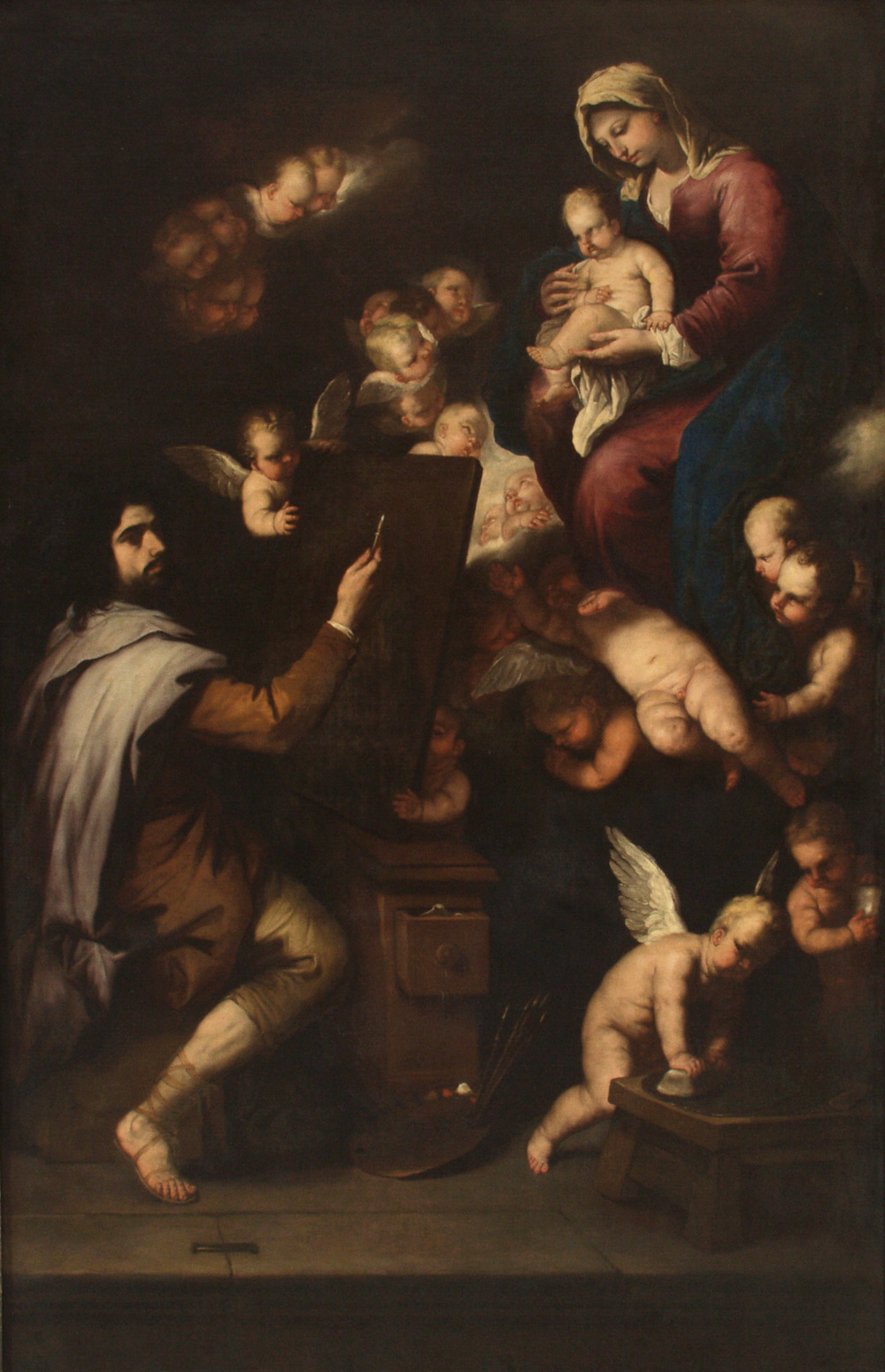
Luca Giordano. São Lucas pintando a Virgem, ca. 1660-1665.
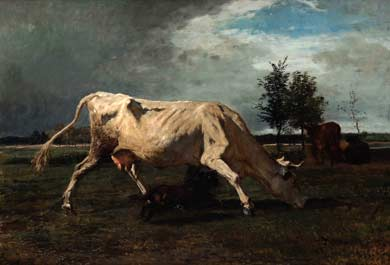
Constant Troyon. Vaca perseguida por um cão, sem data.
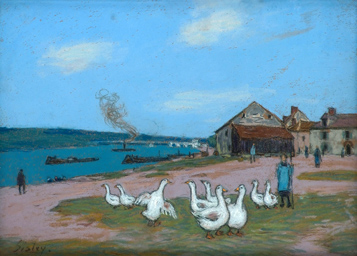
Alfred Sisley. Village de Saint Mammès, ca. 1898.
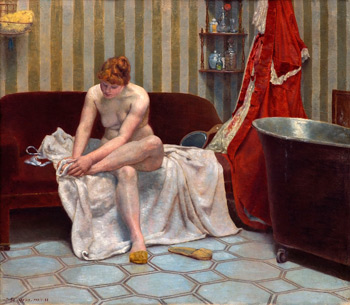
Eduardo Schiaffino. Nu, 1888.
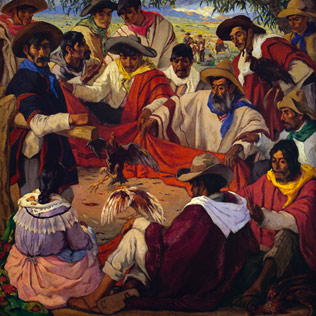
Jorge Bermudez. Rinha de galos, 1917.
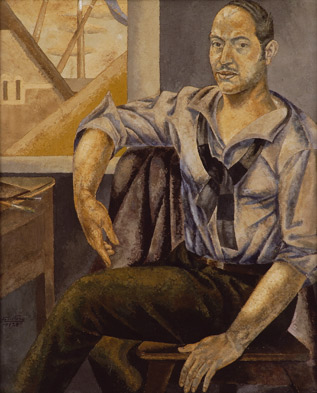
Alfredo Guttero. Retrato do pintor Victorica, 1929.